# Sernf
Der Sernf ist ein rund 19 Kilometer langer rechter Nebenfluss der Linth im Schweizer Kanton Glarus.

## Etymologie
Die Sernf wurde im 15. Jahrhundert erstmals schriftlich erwähnt (1411 Serif, ca. 1450 sernff). Der wohl ursprüngliche vorgermanische Name dürfte *Sarniuos gelautet haben, was mit dem indogermanischen Verbaladjektiv *səro- „tobend, wütend“ in Verbindung stehen könnte.

## Geographie

### Quellbäche
Die Quellen des Sernf liegen am Gross Chärpf auf ca. 2700 m ü. M. und am Vorabgletscher beim Bündner und beim Glarner Vorab auf ca. 2900 m ü. M.

#### Wichlenbach
Der Wichlenbach ist der etwa 5,5 km lange linke Quellbach des Sernfs. Er ist länger, hat mit 15,20 km² ein grösseres Einzugsgebiet und ist mit einem Abfluss (MQ) von 850 l/s wasserreicher als der rechte Quellbach.

#### Jetzbach
Der Jetzbach ist der etwa 4,1 km lange rechte Quellbach des Sernfs. Er ist kürzer, hat mit 12,06 km² ein kleineres Einzugsgebiet und mit 680 l/s einen geringeren Abfluss (MQ) als der linke Quellbach.

### Weiterer Verlauf
Nach der Vereinigung seiner Quellbäche fliesst der Sernf zunächst etwa 4 km in nordöstlicher Richtung durch ein enges Tal zu dem zur Gemeinde Glarus Süd gehörenden Dorf Elm. Er nimmt dort von rechts den Untertalbach auf und passiert das Dorf. Er läuft dann knapp 4 km in Richtung Norden und erreicht das ebenfalls zu Glarus Süd gehörende Dorf Matt, wo ihm auf seiner rechten Seite der Chrauchbach zufliesst. Der Sernf schlägt nun einen saften Bogen nach links und wird dann bei Engi wiederum auf der rechten Seite vom Mühlebach gespeist. Bei Sool fliesst ihm von links noch der Niederenbach zu.
Der Sernf mündet schliesslich in Schwanden auf einer Höhe von 518 m ü. M. von rechts in die aus dem Südsüdwesten heranziehende Linth.

### Einzugsgebiet
Das 210,14 km² grosse Einzugsgebiet des Sernfs liegt in den Glarner Alpen und wird durch ihn über die Linth, die Limmat, die Aare und den Rhein zur Nordsee entwässert.
Es besteht zu 29,3 % aus bestockter Fläche, zu 34,6 % aus Landwirtschaftsflächen, zu 1,0 % aus Siedlungsflächen und zu 35,1 % aus unproduktiven Flächen.
Flächenverteilung
Die mittlere Höhe des Einzugsgebietes beträgt 1778,9 m ü. M., die minimale liegt bei 521 m ü. M. und die maximale bei 3132 m ü. M.

### Zuflüsse
| Name         | GKZ  | Lage              | Länge in km | EZG in km² | MQ in m³/s | Mündung Koordinaten      | Mündungshöhe in m |
| ------------ | ---- | ----------------- | ----------- | ---------- | ---------- | ------------------------ | ----------------- |
| Wichlenbach  | 2495 | linker Quellbach  | 005,5000    | 0015,200   | 0000,850   | westlich der Jetzalp (⊙) | 1199,200000       |
| Jetzbach     | 2494 | rechter Quellbach | 004,1000    | 0012,060   | 0000,680   | westlich der Jetzalp     | 1199,200000       |
| Untertalbach | 8884 | rechts            | 007,5000    | 0030,640   | 0001,700   | in Elm (⊙)               | 958,600000        |
| Chrauchbach  | 352  | rechts            | 011,8000    | 0029,810   | 0001,450   | in Matt (⊙)              | 832,600000        |
| Mühlebach    | 353  | rechts            | 009,7000    | 0023,380   | 0001,200   | bei Engi (⊙)             | 775,000000        |
| Niederenbach | 287  | links0            | 009,0000    | 0023,380   | 0001,160   | bei Schwanden (⊙)        | 532,400000        |
| Sernf        | 345  |                   | 018,9000    | 0210,140   | 0010,400   | bei Schwanden            | 518,000000        |

Anmerkungen zur Tabelle
1. ↑  Die Daten des Sernfs zum Vergleich

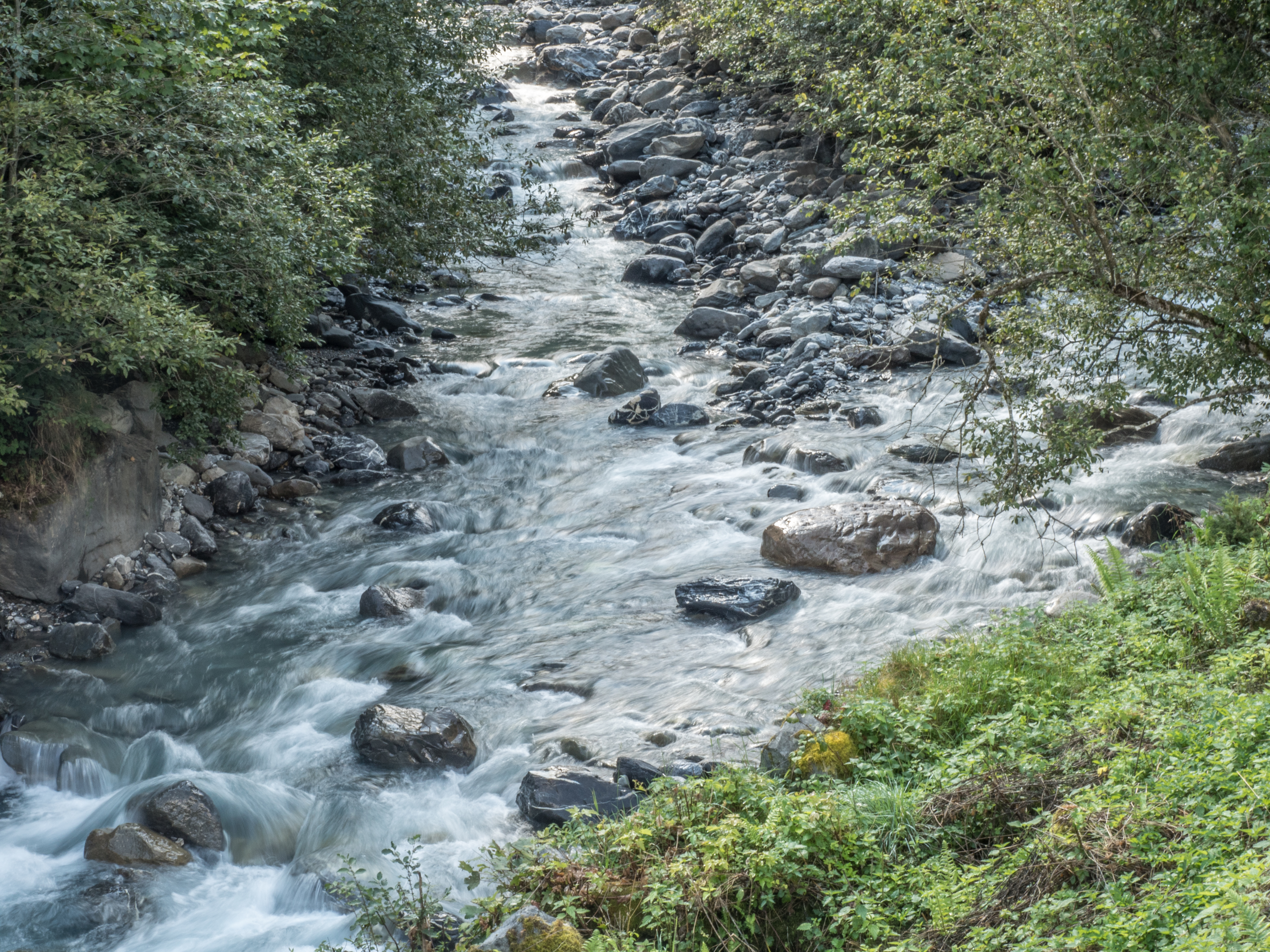
Mündung des Untertalbachs in den Sernf
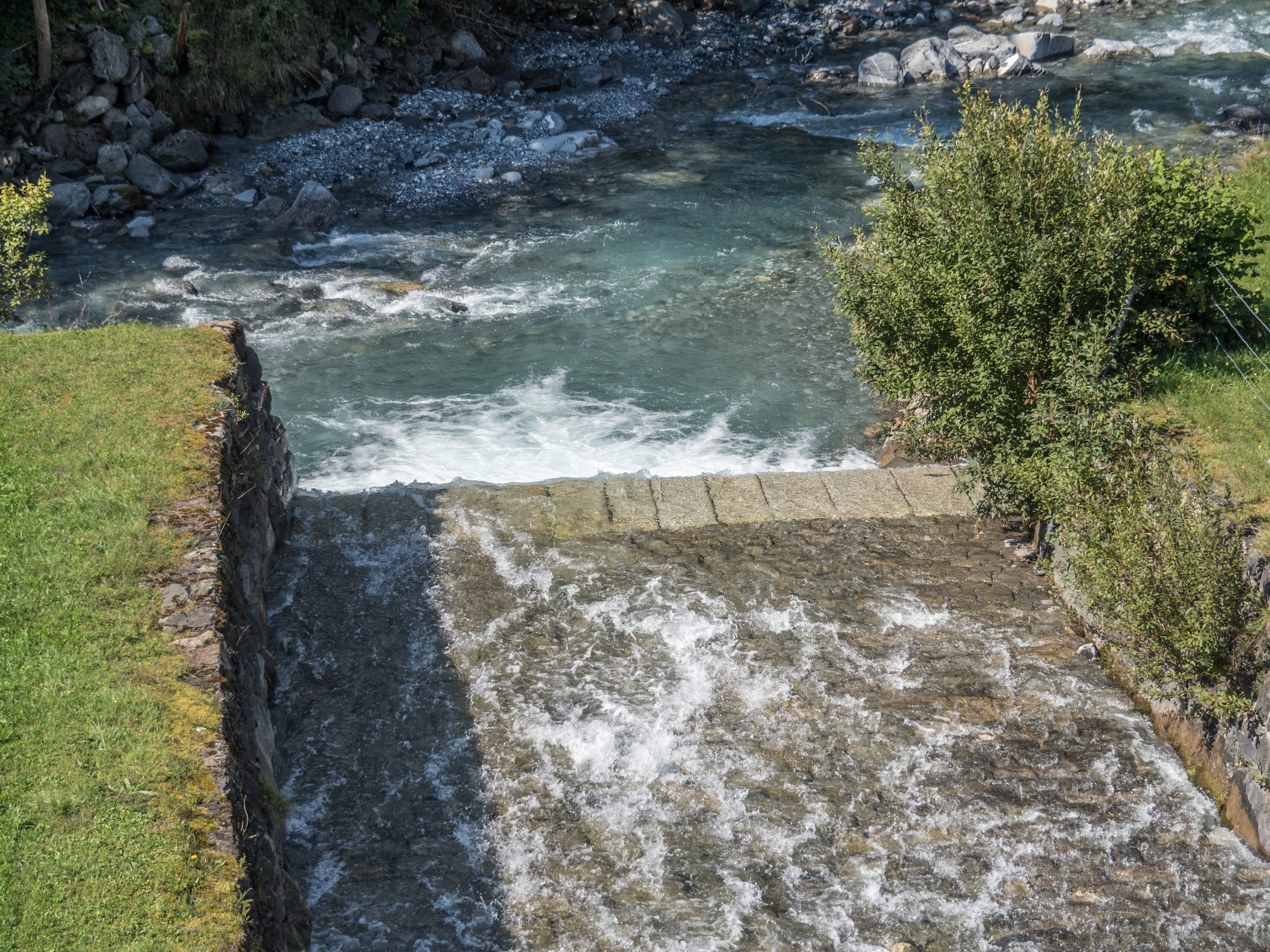
Mündung des Chrauchbachs in den Sernf
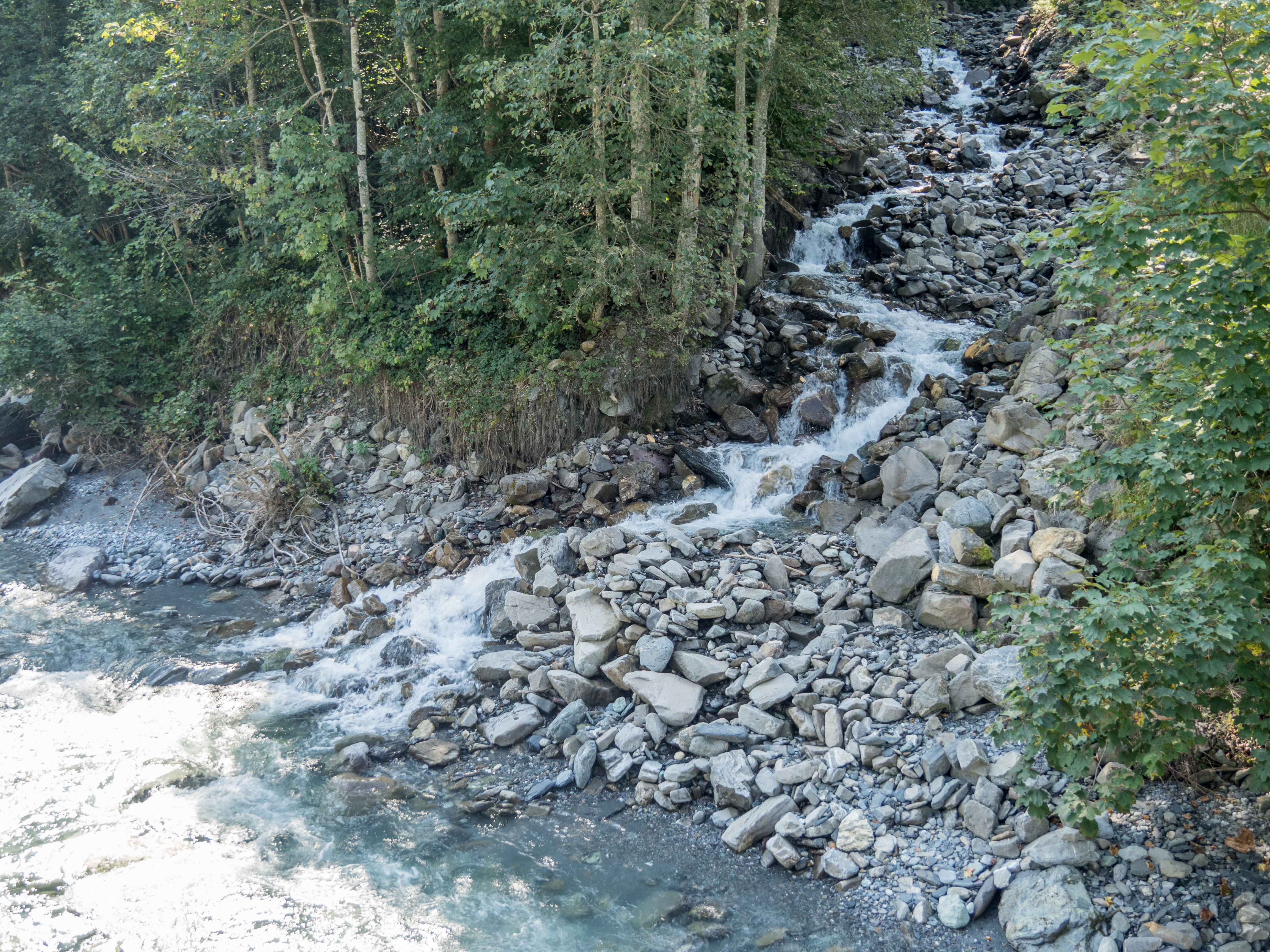
Mündung des Berglibachs in den Sernf (linker Zufluss bei Matt)
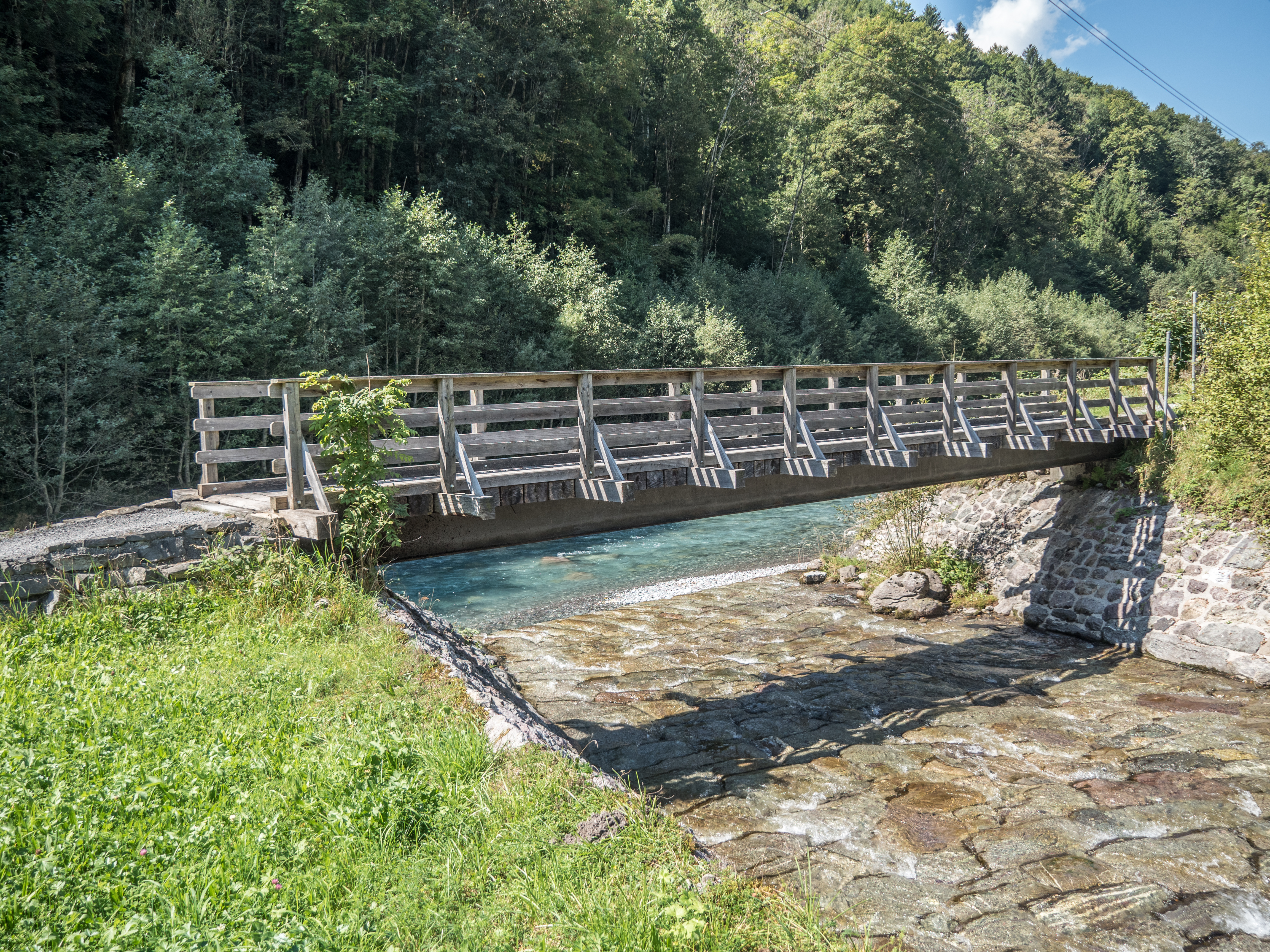
Mündung des Mühlebachs in den Sernf
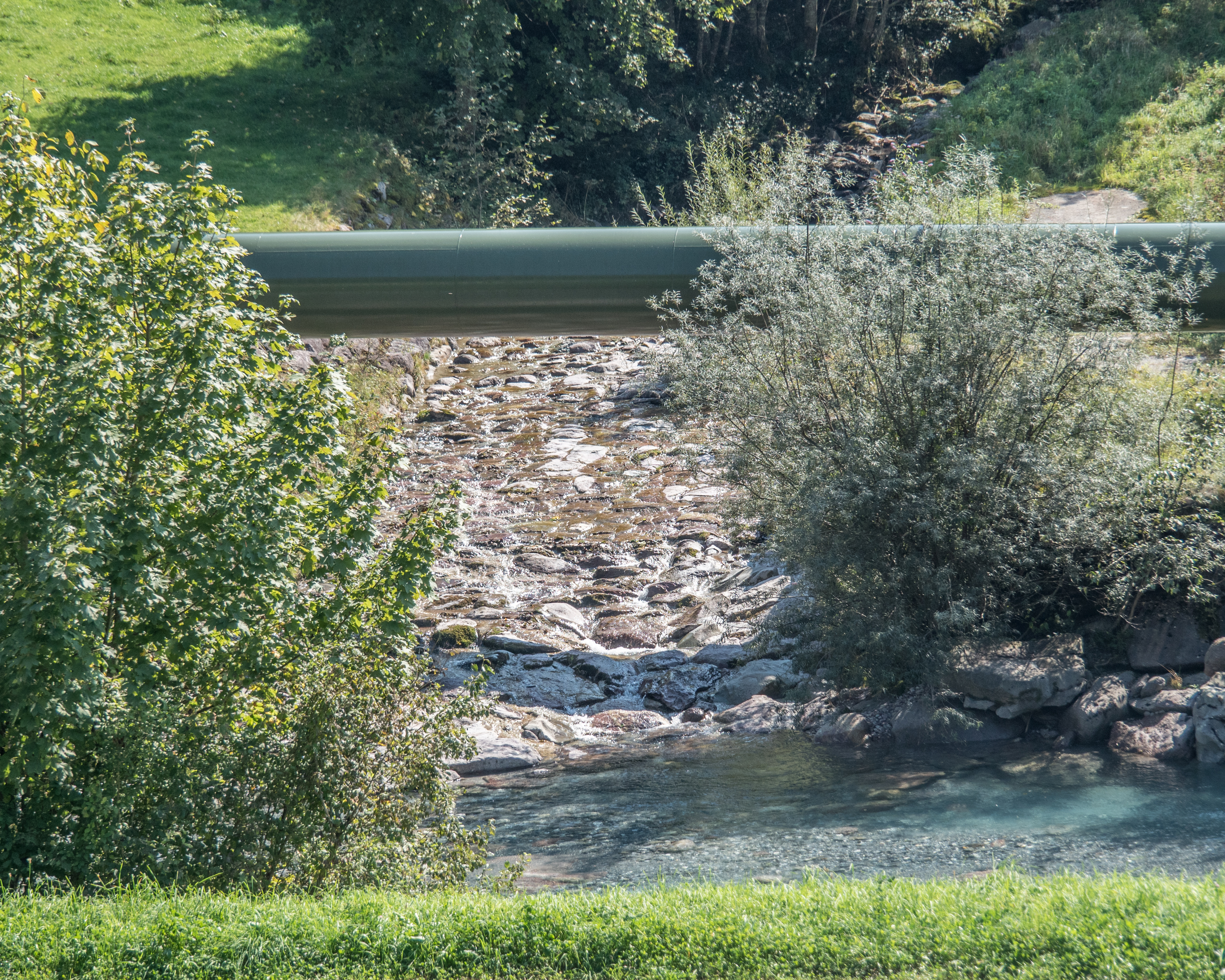
Mündung des Niderenbachs in den Sernf

## Hydrologie
Bei der Mündung des Sernfs in die Linth beträgt seine modellierte mittlere Abflussmenge (MQ) 10,4 m³/s. Sein Abflussregimetyp ist nival alpin und seine Abflussvariabilität beträgt 18.

## Brücken

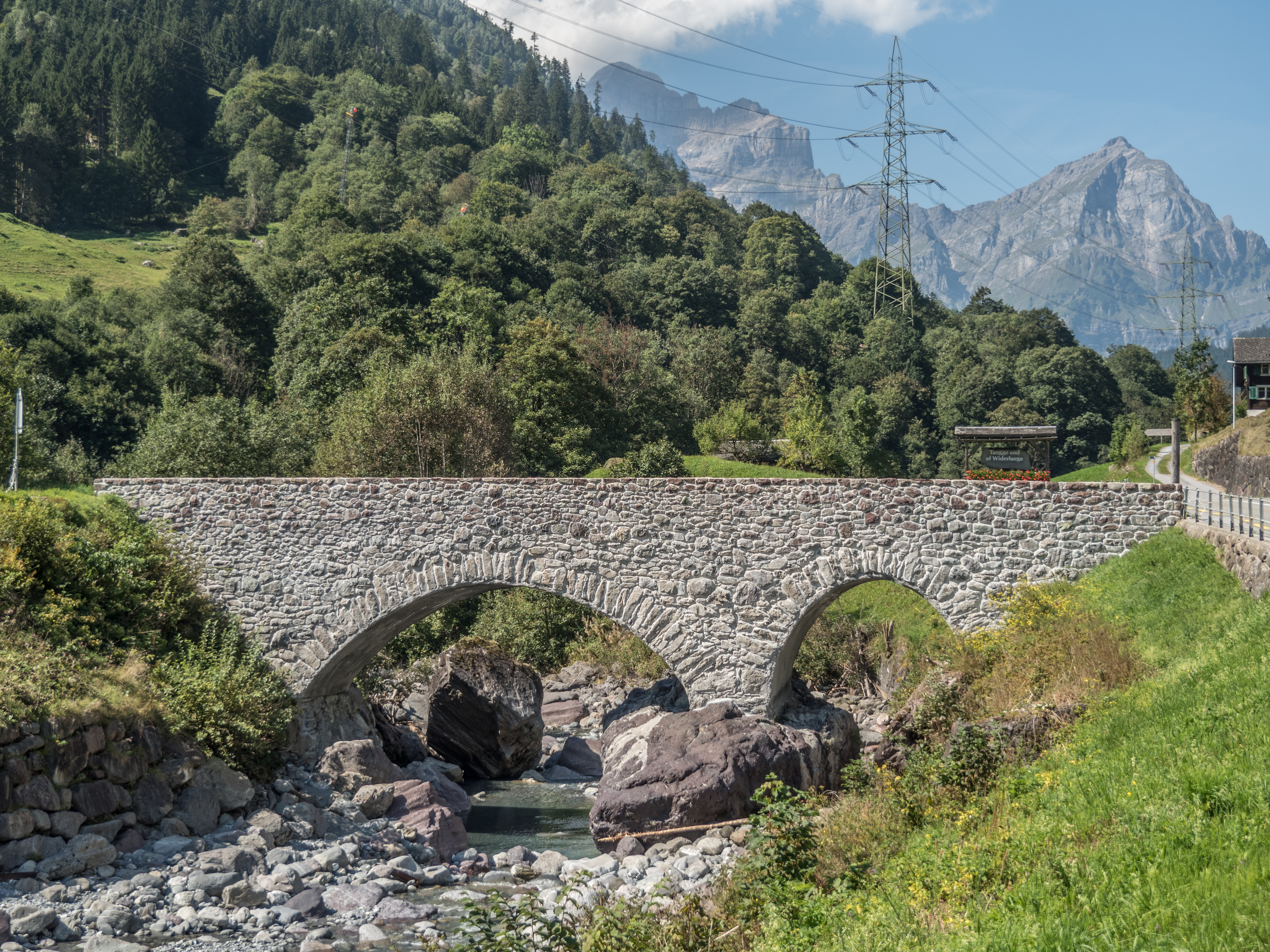
Schützenswerte Doppelbogenbrücke bei Engi

Auf seinem Weg wird er von 24 Brücken überquert.

## Kurioses
Der Sernf hat es in Internet-Diskussionsgruppen (z. B. im Usenet), die sich der deutschen Sprache widmen, sowie durch die Kolumne Zwiebelfisch als "fünftes deutsches Wort" mit der Endung -nf (neben fünf, Genf, Hanf, Senf) zu einer gewissen Bekanntheit gebracht und Eingang in verschiedene FAQs gefunden. Seit der 21. Auflage ist der Name des schweizerischen Flusses auch im Duden verzeichnet.